# Aleksandre Cziwadze
Aleksandre Cziwadze (gruz. ალექსანდრე ჩივაძე, ros. Александр Гаврилович Чивадзе, Aleksandr Gawriłowicz Cziwadze; ur. 8 kwietnia 1955 w Kłuchori) – gruziński piłkarz, grający najczęściej jako obrońca, reprezentant Związku Radzieckiego, trener i działacz piłkarski.

## Kariera piłkarska
Cziwadze przez całą karierę zawodniczą związany był z Dinamem Tbilisi. Na początku lat 70. trafił do zespołu rezerw Dinama, a w 1974 awansował do pierwszej drużyny i zadebiutował w ekstraklasie Związku Radzieckiego. W drugiej połowie lat 70. stał się jednym z filarów drużyny Dinama, z którym w 1978 zdobył Mistrzostwo ZSRR, a w 1976 i 1979 Puchar ZSRR. Po kilku sezonach występów w zespole ze stolicy Gruzji został jego kapitanem. W 1980 został nagrodzony tytułem najlepszego piłkarza Związku Radzieckiego w plebiscycie tygodnika Futboł. Rok później zdobył z Dinamem Puchar Zdobywców Pucharów, a w plebiscycie France Football na najlepszego piłkarza Europy zajął 8. miejsce. Grę w Dinamie kontynuował do 1987, kiedy to zdecydował się zakończyć karierę.

### Reprezentacja
26 marca 1980 po raz pierwszy wystąpił w drużynie Związku Radzieckiego. Odtąd był jednym z podstawowych zawodników reprezentacji. W roku debiutu zdobył brązowy medal Igrzysk Olimpijskich w Moskwie, a dwa latach później uczestniczył w mistrzostwach świata w Hiszpanii, gdzie pełnił funkcję kapitana Sbornej. W kolejnych latach kierował obroną drużyny radzieckiej. W 1986 został powołany do kadry na mistrzostwa świata w Meksyku, jednak kontuzja uniemożliwiła mu występ w meczach turnieju finałowego. Rok później, 18 kwietnia 1987 meczem z zespołem Szwecji pożegnał się z radziecką reprezentacją. Ogółem wystąpił w niej 46 razy, strzelając 3 gole.

## Kariera trenera i działacza
Od 1990 działa w strukturach gruzińskiej federacji piłkarskiej jako jej wiceprezes. W 2005, po odwołaniu podejrzanego o defraudację Meraba Żordanii pełnił obowiązki szefa federacji. Po wyborze na tę funkcję Nodara Achalkaciego powrócił na stanowisko wiceprezesa. Dwukrotnie prowadził reprezentację Gruzji. Najpierw od 1993 do 1997, a następnie od 2001 do 2003. Za każdym razem bez sukcesów.